# Gregorio García de la Cuesta

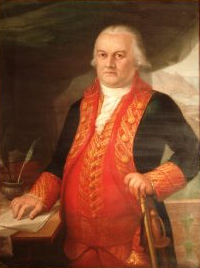
Gregorio García de la Cuesta

Gregorio García de la Cuesta (* 9. Mai 1741 in La Lastra im Tal von Tudanca (Kantabrien); † 24. Dezember 1811 in Palma) war ein spanischer Generalkapitän und Präsident des Obersten Rates von Kastilien (Consejo Supremo de Castilla).
Cuesta war nach der spanischen Volkserhebung gegen die französische Besatzung ab Mai 1808 Korpsführer bei der spanischen Hauptarmee unter General Castaños. Während der Schlacht bei Bailén Mitte Juli waren seine Truppen an der Einschließung des französischen Korps Dupont in Andalusien beteiligt. Als Oberbefehlshaber der spanischen Truppen in der Extremadura wurde er am 28. März 1809 von Marschall Victor in der Schlacht von Medellín östlich von Merida schwer geschlagen. Kurz darauf konnte er am 27. und 28. Juli zusammen mit General Wellesley die französischen Truppen unter Victor und Sebastiani in der Schlacht von Talavera besiegen, wofür er zum Generalkapitän ernannt wurde. Auf sich allein gestellt unterlagen seine Truppen am 3. August in der Schlacht bei Arzobispo. Am 12. August 1809 erlitt Cuesta in Deleitosa einen Schlaganfall und wurde durch General Eguia ersetzt. Nach dem spanischen Rückzug über den Tajo musste er seinen Abschied nehmen.
Cuesta ging nach Mallorca und verstarb nach einem weiteren Schlaganfall Ende 1811, sein Grab befindet sich in der Kathedrale von Palma.